# Andrea Costa
Andrea Costa (ur. 30 listopada 1851 w Imoli, zm. 19 stycznia 1910 tamże) – włoski anarchista, socjalista i polityk.

## Życiorys
Studiował literaturę w Bolonii. Przerwał studia, gdy zafascynował się teoriami Bakunina. Wspierał organizacyjnie Międzynarodowe Stowarzyszenie Robotników. W 1871 założył czasopismo „Arbeiterverband”, a potem „Der Hammer” („Młot”). Za swoją działalność został skazany na dwa lata więzienia. W 1876 wyemigrował do Paryża. Związał się z feministką Anną Kuliscioff. Po powrocie do Włoch zbliżył się do ideologii socjaldemokratycznych i marksistowskich. W Mediolanie otworzył pismo „Avanti”. W 1881 założył we Włoszech pierwszą socjalistyczną partię Partito Socialista Rivoluzionario Italiano. Potem doprowadził do połączenia różnych ugrupowań socjalistycznych i utworzenia Włoskiej Partii Socjalistycznej. W 1882 jako pierwszy socjalistyczny deputowany wszedł do parlamentu włoskiego.